# Zajazd Dziekanka (Varsovie)
Zajazd Dziekanka (polonais : Zajazd Dziekanka) est un bâtiment historique de Varsovie situé au no 56 Rue Krakowskie Przedmieście, dans l'arrondissement de Śródmieście.

## Sources
- (pl) Cet article est partiellement ou en totalité issu de l’article de Wikipédia en polonais intitulé « Zajazd Dziekanka w Warszawie » (voir la liste des auteurs).